# Jazz Richards
Ashley Darel Jazz Richards (Swansea, Gales, Reino Unido, 12 de abril de 1991) es un futbolista galés que juega de centrocampista en el Haverfordwest County A. F. C. de la Cymru Premier.
Capaz de jugar de defensa además de centrocampista, comenzó su carrera en las categorías inferiores del Cardiff City, para luego unirse al Swansea City y comenzar su carrera profesional. Registró 51 partidos jugados con el club en todas las competiciones durante seis años con el primer equipo.
Durante su tiempo con los cisnes, pasó a préstamo al Crystal Palace, Huddersfield Town y finalmente al Fulham, donde fichó en 2015. Luego en 2016, regresaría al Cardiff City, siendo parte de su retorno a la Premier League en 2018.
Debutó con la selección de fútbol de Gales en 2012, y fue parte del equipo que jugó la Eurocopa 2016.

## Trayectoria

### Swansea City

#### Inferiores e inicios

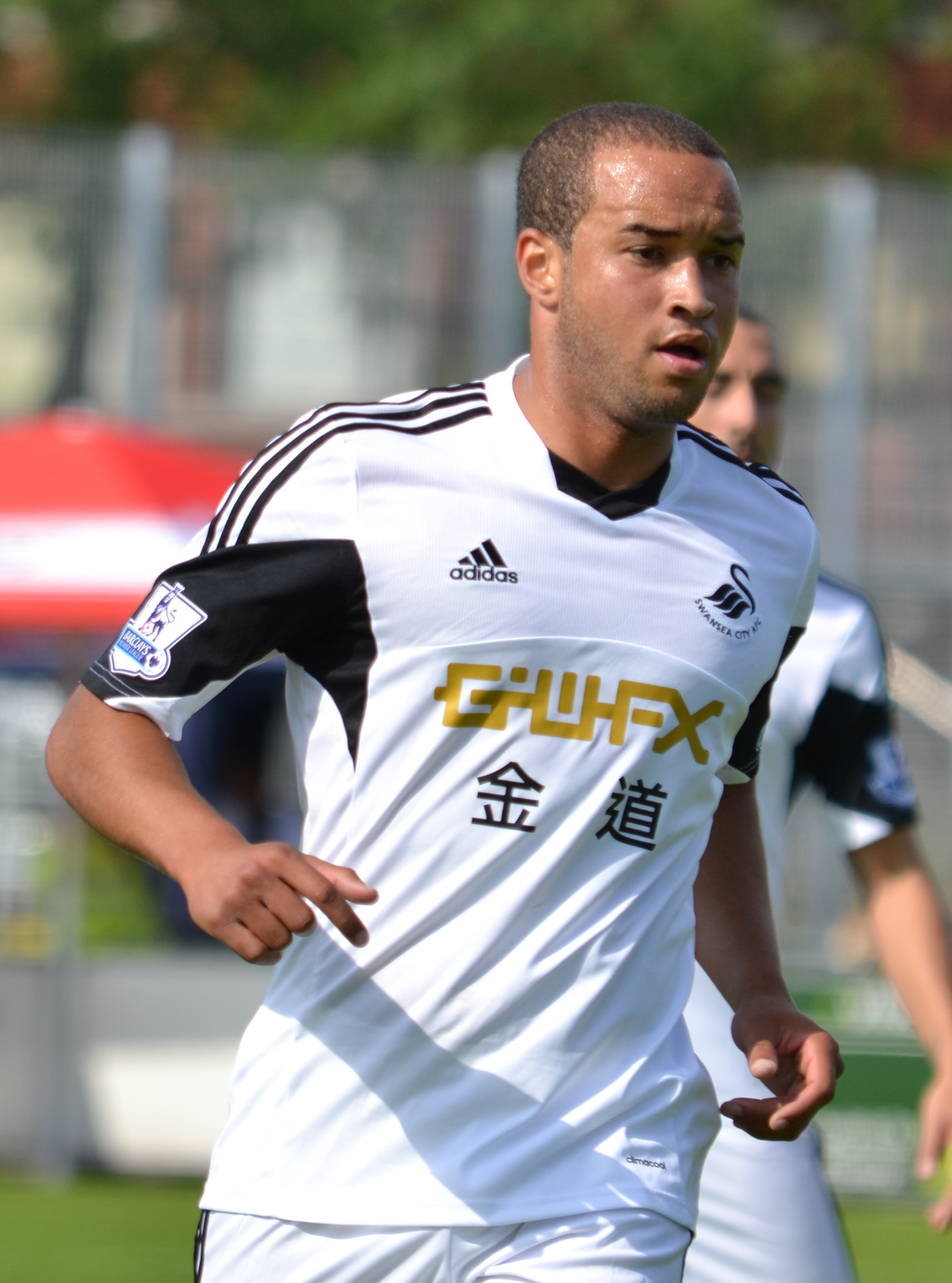
Richards jugando para el Swansea City en 2013

Richards se unió a la academia del Cardiff City en 2005 y luego de dos temporadas fue liberado y entró a la academia del equipo rival del sur de gales, el Swansea City, a la edad de quince años. Ganaba 60 £ a la semana por su beca escolar con los cisnes.
Luego de dos años en la Academia y el equipo de reserva, Richards debutó con el Swansea en el encuentro de Championship contra el Middlesbrough en la derrota 3-0 el 15 de agosto de 2009, entrando en el minuto 63 por Shaun MacDonald. Luego de jugar 15 partidos en la temporada 2009-10, firmó un nuevo contrato por dos años con el Swansea.
Jugó ocho encuentros en la temporada 2010-11 con el Swansea, donde el equipo galés consiguió el regreso a la Premier League.
Debutó en la Premier League el 15 de octubre de 2011 en la derrota por 3-1 contra el Norwich City. Doce días después renovaría su contrato por 18 meses más. Terminó la temporada con ocho partidos jugados.

#### Préstamo a Crystal Palace
A finales de enero de la temporada 2012-13 se unió al Crystal Palace como préstamo hasta el final de la temporada. Debutó cinco días después, el 30 de enero de 2013 en la derrota ante el Huddersfield Town. Durante la cesión, Richards firmó un nuevo contrato con el Swansea que duraría hasta junio de 2016. Jugó once encuentros para el Crystal Palace y estuvo en la banca en la final de los play-off de la Championship 2013, en la victoria por 1-0 ante el Walford que supuso el regreso de las águilas a la Premier League.

#### Préstamo a Huddersfield Town
En su regreso a Swansea jugó en la llave clasificatoria para la Liga Europea de la UEFA ante el Malmö, que el Swansea ganó 4-0 en el global. El 10 de septiembre de 2013, Richards se unió al Huddersfield Town como préstamo de emergencia por 93 días. Debutó con el club el 7 de septiembre de 2013 en la victoria 2-1 frente al Charlton Athletic. Su préstamo terminó el 17 de diciembre, donde jugó 9 encuentros.

#### Fulham
El 24 de enero de 2015, Richards se unió al Fulham de la Championship por un préstamo de un mes. Debutó el 31 de enero de 2015, como titular en la derrota por 2-1 ante el Blackburn Rovers. Su préstamo se extendió hasta el final de la temporada.
El 2 de julio de 2015, el Fulham fichó a Richards por tres años. Su primera temporada en el club estuvo marcada por las lesiones. Para la temporada 2016-17, Richards perdió protagonismo ya que el entrenador Slaviša Jokanović prefería a Ryan Fredericks en su posición en el campo. Como resultado, el Fulham aceptaría la oferta del Cardiff City por Richards.

### Cardiff City
El 19 de julio de 2016, Richards se unió al Cardiff City de la Championship  por tres años en un intercambio de jugadores donde Scott Malone se unió al Fulham. Debutó en el empate sin goles ante el Birmingham City, donde causó controversia al negarse a realizar el tradicional gesto "Ayatollah" de Cardiff. Sin embargo, el club publicaría un vídeo del jugador realizando el tradicional gesto. 
En septiembre, Richards sufrió una lesión en el entrenamiento  que lo dejaría fuera por tres meses. Regresó el 2 de enero, cuando estuvo en el banquillo ante el Aston Villa. Registró 26 partidos jugados en su primera temporada con el Cardiff.
Al comienzo de la siguiente temporada, Richards nuevamente sufrió una lesión en el codo y luego el 23 de septiembre de 2017 tuvo que someterse a cirugía luego de lastimarse el tobillo durante la victoria por 2-1 contra el Sunderland. Regresó al primer equipo en enero de 2018, donde jugó cinco encuentros antes de volver a lesionarse, en la temporada donde el Cardiff consiguió su regreso a la Premier League al quedar segundos en la clasificación final.
En junio de 2020 se marchó del club.

## Selección nacional
Richards representó a Gales en las categorías sub-17, sub-19 y sub-21.
El 27 de marzo de 2012 debutó con la selección de fútbol de Gales en la derrota por 2-0 en un amistoso ante México en Nueva Jersey, entró en el minuto 80 por Neil Taylor. Fue parte del equipo de Gales que jugó la Eurocopa 2016.

## Clubes
| Club                                  | País       | Año       |
| ------------------------------------- | ---------- | --------- |
| Swansea City A. F. C.                 | Gales      | 2009-2015 |
| Crystal Palace F. C. (préstamo)       | Inglaterra | 2013      |
| Huddersfield Town A. F. C. (préstamo) | Inglaterra | 2013      |
| Fulham F. C.                          | Inglaterra | 2015      |
| Fulham F. C.                          | Inglaterra | 2015-2016 |
| Cardiff City F. C.                    | Gales      | 2016-2020 |
| Haverfordwest County A. F. C.         | Gales      | 2021-     |

## Estadísticas
Actualizado al 22 de febrero de 2020.
| Swansea City A. F. C. Gales                                                                               | 2.ª           | 2009-10       | 15  | 0 | 0  | 0 | — | — | 15  | 0 |
| Swansea City A. F. C. Gales                                                                               | 2.ª           | 2010-11       | 6   | 0 | 2  | 0 | — | — | 8   | 0 |
| Swansea City A. F. C. Gales                                                                               | 1.ª           | 2011-12       | 8   | 0 | 1  | 0 | — | — | 9   | 0 |
| Swansea City A. F. C. Gales                                                                               | 1.ª           | 2012-13       | 0   | 0 | 4  | 0 | — | — | 4   | 0 |
| Swansea City A. F. C. Gales                                                                               | 1.ª           | 2013-14       | 0   | 0 | 1  | 0 | 1 | 0 | 2   | 0 |
| Swansea City A. F. C. Gales                                                                               | 1.ª           | 2014-15       | 10  | 0 | 3  | 0 | — | — | 13  | 0 |
| Swansea City A. F. C. Gales                                                                               | Total club    | Total club    | 39  | 0 | 11 | 0 | 1 | 0 | 51  | 0 |
| Crystal Palace F. C. (préstamo) Inglaterra                                                                | 2.ª           | 2012-13       | 11  | 0 | —  | — | — | — | 11  | 0 |
| Crystal Palace F. C. (préstamo) Inglaterra                                                                | Total club    | Total club    | 11  | 0 | —  | — | — | — | 11  | 0 |
| Huddersfield Town A. F. C. (préstamo) Inglaterra                                                          | 2.ª           | 2013-14       | 9   | 0 | 0  | 0 | — | — | 9   | 0 |
| Huddersfield Town A. F. C. (préstamo) Inglaterra                                                          | Total club    | Total club    | 9   | 0 | 0  | 0 | — | — | 9   | 0 |
| Fulham F. C. Inglaterra                                                                                   | 2.ª           | 2014-15       | 14  | 0 | —  | — | — | — | 14  | 0 |
| Fulham F. C. Inglaterra                                                                                   | 2.ª           | 2015-16       | 22  | 0 | 4  | 0 | — | — | 26  | 0 |
| Fulham F. C. Inglaterra                                                                                   | Total club    | Total club    | 36  | 0 | 4  | 0 | — | — | 40  | 0 |
| Cardiff City F. C. Gales                                                                                  | 2.ª           | 2016-17       | 26  | 0 | 2  | 0 | — | — | 28  | 0 |
| Cardiff City F. C. Gales                                                                                  | 2.ª           | 2017-18       | 6   | 0 | 5  | 0 | — | — | 11  | 0 |
| Cardiff City F. C. Gales                                                                                  | 1.ª           | 2018-19       | 4   | 0 | 1  | 0 | — | — | 5   | 0 |
| Cardiff City F. C. Gales                                                                                  | 2.ª           | 2019-20       | 11  | 0 | 2  | 0 | — | — | 13  | 0 |
| Cardiff City F. C. Gales                                                                                  | Total club    | Total club    | 47  | 0 | 10 | 0 | — | — | 57  | 0 |
| Total carrera                                                                                             | Total carrera | Total carrera | 142 | 0 | 25 | 0 | 1 | 0 | 168 | 0 |
| (1) Incluye datos de FA Cup y Copa de la Liga de Inglaterra. (2) Incluye datos de Liga Europa de la UEFA. |               |               |     |   |    |   |   |   |     |   |